# 공납
공납(貢納)은 조선시대 세제(稅制)의 하나이며, 그 물품은 공물(貢物)이라 불렀다. 조용조의 조(調)에 해당한다.
공납은 각지의 토산물을 바치는 것이기 때문에 토공(土貢)이라고도 하며, 이는 관부의 여러 가지 용도에 충당키 위한 것이었다. 공물에는 수공업품으로서 각종의 기물(器物 : 세간붙이)·직물(織物)·지류(紙類 : 종이)·석자(席子 : 돗자리) 등과, 각종의 광물·수산물·모피·과실·목재 등이 있었다.
공납에는 정기적으로 해마다 바치는 상공(常貢)과 비정기적으로 부담하는 별공(別貢), 그밖에 지방관이 부담하는 진상(進上)이 있었다.
공납은 전조보다도 더 괴로운 부담이었다. 또 원래는 지방장관들의 부담인 진상(進上) 같은 것도 결국 그들의 부담이 되었다.

## 같이 보기
- 대동법
- 진상